# Skamby
Skamby er en by 6 km nord for Søndersø på Fyn med 447 indbyggere  (2024). Byen hører til Nordfyns Kommune og ligger i Region Syddanmark.
I Skamby findes Skamby Kirke.

## Faciliteter
Skamby & Omegns Borgerforening udgiver "Bladet" 4 gange om året. Skamby Boldklub tilbyder fodbold, og der findes cykelklub, gymnastikforening og håndboldklub i byen.
Skamby Friskole gik konkurs i sommeren 2012 med kun 38 elever. Borgerforeningen har 1. juli 2015 overtaget de tidligere skolebygninger fra kommunen og er ved at indrette dem som multihus.

## Historie

### Glavendrupstenen
I Glavendruplunden 2 km sydøst for Skamby står Glavendrupstenen, som indgår i en skibssætning og er den runesten i Danmark, der har den længste inskription på 210 runer. I lunden er der rejst 6 andre mindesten. Borgerforeningen opførte i 2012 en bålhytte, og lunden benyttes til Sankthans-aftener og andre arrangementer.

### Jernbanen
Skamby havde station på Nordfyenske Jernbane (1882-1966). I banens storhedstid havde Skamby mange små forretninger, bl.a. købmand, bager, slagter, skomager, cykelsmed, kiosk, sæbehus, bank, posthus, apotek, sygehus og maltgøreri.
Stationsbygningen med rejsestalden, som er meget karakteristisk for denne bane, er bevaret på Stationsvej 2 og i dag indrettet som boliger. For enden af Stationsvej går en markvej, der følger banens tracé mod nordøst halvvejs til Uggerslev.

### Skamby Gæstgivergård
Skamby Afholdshotel, senere Skamby Hotel, Skamby Kro og Skamby Gæstgivergård, blev opført i 1912 og drevet som kro til 2006. Efter 1945 og frem til 1970'erne var den et af Nordfyns mest populære forlystelsessteder med sang og dans hver weekend. Mange kendte danseorkestre og sangstjerner har optrådt der.